# Doxa Katokopias
Maillots
Le Doxa THOI Katokopias Football Club (en grec moderne : Δόξα Θ.Ο.Ϊ. Κατωκοπιάς), plus couramment abrégé en Doxa Katokopias, est un club chypriote de football fondé en 1954 et basé dans la ville de Katokopiá.
À la suite de l'invasion turque de l'île en 1974, le club a été déplacé et joue depuis cette date ses matchs à Peristerona (en).

## Historique
Il évolue en première division pendant la saison 2014-2015.
- 1954 - Doxa Katokopias

## Palmarès
| Compétitions nationales                                                                             |
| --------------------------------------------------------------------------------------------------- |
| - Championnat de Chypre de deuxième division : - Vice-champion : 1997-1998, 2002-2003 et 2011-2012. |

## Personnalités du club

### Présidents
- Kostas Christodolou

### Entraîneurs
- Pambos Christodoulou (1er juillet 2006 - 30 juin 2010)
- Nikodimos Papavasiliou (1er juillet 2010 - 13 janvier 2011)
- Nikos Andronikou (21 janvier 2011 - 19 mars 2011)
- Marios Constantinou (21 mars 2011 - 1er novembre 2012)
- Loukas Hadjiloukas (1er novembre 2012 - 19 janvier 2014)
- Sofoklis Sofokleous (21 janvier 2014 - 9 avril 2014)
- Demetris Ioannou (9 avril 2014 - 1er septembre 2014)
- Slobodan Krčmarević (8 septembre 2014 - 15 février 2015)
- Nicos Andreou (4 mars 2015 - 24 mai 2015)
- Loukas Hadjiloukas (3 juin 2015 - 28 novembre 2016)
- Carlos Corberán (29 novembre 2016 - 24 janvier 2017)
- Savvas Poursaitidis (25 janvier 2017 - 2017)
- Kostas Sakkas

### Anciens joueurs
- Daniel Gomez
- Freddy
- Raúl González Guzmán
- Mário Silva
- Ernesto